# Kitsu Plateau
Das Kitsu Plateau ist ein kleines intermontanes Plateau im Cassiar Land District im Nordwesten der kanadischen Provinz British Columbia. Es liegt auf dem Tahltan Highland und ist von verschiedenen Tälern wie denen des Mess Creek, des Nagha Creek und des Raspberry Creek umgeben. Das Plateau wird durch viele kleine Fließgewässer entwässert, welche in die benachbarten Täler fließen. Im Gegensatz zu den benachbarten Tälern ist das Plateau relativ vegetationsarm. Um das Kitsu Plateau herum liegt der Mount Edziza Provincial Park, einer der größten Provincial Parks in British Columbia. Das abgelegene Plateau ist hauptsächlich per Flugzeug zu erreichen, seit der Mount Edziza Provincial Park für den motorisierten Verkehr gesperrt wurde.
Das Kitsu Plateau ist vulkanischen Ursprungs und besteht aus Lavaströmen, die mit vulkanischen Ejekta in Wechsellagerung geschichtet sind. Diese Lavaströme und die assoziierten Ejekta stammen aus verschiedenen Vulkanen des Mount Edziza Volcanic Complex, welcher über die letzten 7,5 Millionen Jahre hinweg das Zentrum der vulkanischen Aktivität war. Alkalibasalt, Hawaiit und Trachyt gehören zu den vulkanischen Gesteinen, aus denen das Kitsu Plateau besteht, und die es in fünf geologische Formationen einteilt, von denen jede das Produkt einer eigenständigen Periode der vulkanischen Aktivität darstellt. Der Vulkanismus auf dem Plateau setzte sich bis in das gegenwärtige Holozän fort und schuf das Mess-Lake-Lavafeld, welches kleine Vulkankegel enthält.

## Geographie und Geomorphologie

### Lage
Das Kitsu Plateau liegt auf dem Tahltan Highland, östlich der Boundary Ranges der Coast Mountains und westlich der Skeena Mountains im Cassiar Land District. Zwischen den Boundary Ranges und dem Kitsu Plateau liegt das Tal des Mess Creek, welches sich mehr als 30 km nach Norden erstreckt, wo es das Zagoddetchino-Massiv vom Big Raven Plateau im Osten trennt. Das Nordende des Plateaus wird vom Raspberry Pass begrenzt, welcher im Osten den ostwärts fließenden Bourgeaux Creek enthält und im Westen den nordwestwärts fließenden Raspberry Creek. Zwischen dem Kitsu Plateau und den Skeena Mountains liegen die Artifact Ridge und der Little Iskut River, welch letzterer nordwärts in ein von Nord nach Süd verlaufendes Tal und danach südostwärts auf die Skeena Mountains zu in den Iskut River fließt. Im Südosten ist das Kitsu Plateau von der Spectrum Range umgeben, wogegen es im Süden von der Yagi Ridge durch das Tal des Nagha Creek getrennt wird.
Mit etwa 10 km Länge und 6 km Breite liegt das Plateau am Südende des Mount Edziza Volcanic Complex, welcher auch das Big Raven Plateau im Norden sowie die Spectrum Range und das Arctic Lake Plateau im Süden umfasst.:32 Der Vulkankomplex besteht aus einer Gruppe einander überlappender Schildvulkane, Schichtvulkane, Lavadome und Schlackenkegel, die in den letzten 7,5 Millionen Jahren entstanden. Es enthält vier Zentralvulkane entlang einer von Nord nach Süd verlaufenden Achse; von Nord nach Süd sind dies der Mount Edziza, der Ice Peak, der Armadillo Peak und die Spectrum Range.
|                   | Raspberry Pass     |                |
| Mess Creek Valley |                    | Artifact Ridge |
|                   | Nagha Creek Valley | Spectrum Range |

### Entwässerung
Als Teil des Mount Edziza Volcanic Complex wird das Kitsu Plateau vollständig von Fließgewässern innerhalb des Einzugsgebietes des Stikine River entwässert.:32,33 Das einzige benannte Fließgewässer auf dem Plateau ist der Kitsu Creek, welcher an der Nordflanke des Kitsu Peak in der Spectrum Range entspringt und nordwestwärts in den Mess Creek fließt, einen Nebenfluss des Stikine River.:113 Mehrere kleine unbenannte Fließgewässer strömen in den Kitsu Creek und die benachbarten Täler von Mess Creek, Raspberry Creek und Nagha Creek; der Raspberry Creek entwässert in den Mess Creek, während der Nagha Creek in den Kitsu Creek gerade nordöstlich des Mess Lake fließt.

### Struktur
Die westliche, die nördliche und die südliche Grenze des Kitsu Plateau werden von steilen Klippen markiert, welche das Mess Creek Escarpment, die Südseite des Raspberry Creek Valley bzw. die Nordseite des Nagha Creek Valley bilden. Am Mess Creek Escarpment ragt das Kitsu Plateau mehr als 910 m über dem Mess Lake im Tal des Mess Creek auf; der Mess Lake hat eine geographische Höhe von weniger als 760 m, wogegen das Mess Creek Escarpment eine Höhe von mehr als 1700 m erreicht. Die Oberfläche des  Plateaus ist vegetationsarm, aber die tiefer gelegenen Täler im Umland enthalten Wälder aus Weiß-Fichte, Küsten-Kiefer und Zitterpappel.

### Landformen
Das Kitsu Plateau wird vom Mess-Lake-Lavafeld dominiert, welches sich vom Raspberry Creek im Norden bis zum Nagha Creek im Süden erstreckt.:235 Es bedeckt ein Gebiet von rund 18 km² und enthält drei pyroklastische Vulkankegel, welche die Quellen von Lavaströmen waren, die sich westwärts hin zum Mess Creek Escarpment bewegten.:235 Der älteste Kegel, gelegentlich mit dem Numeronym ML-1 bezeichnet, liegt am Nordende des Lavafeldes, während der zweitälteste, ML-2, am Südende zu finden ist.:214,235 Beide Kegel sind von Tundra bedeckt und von der Erosion leicht gerundet, obwohl ihre Krater immer noch erkennbar sind. The Ash Pit, gelegentlich als ML-3 bezeichnet, ist das jüngste und südlichste eruptive Zentrum des Mess-Lake-Lavafeld.:214,235 Er liegt am steilen Südhang des Kitsu Plateau innerhalb des Tals des Nagha Creek und wurde als pyroklastischer Kegel oder konischer Explosionskrater beschrieben.:234,235,320

## Geologie

### Stratigraphie
Das Kitsu Plateau wird in mindestens fünf geologische Formationen eingeteilt, von denen jede das Produkt einer eigenständigen Periode der vulkanischen Aktivität darstellt.:267 Diese Perioden vulkanischer Aktivität traten während dreier magmatischer Zyklen des Mount Edziza Volcanic Complex auf; jeder Zyklus begann mit der Effusion von Alkalibasalt und gipfelte im Ausstoß kleinerer Volumina felsischen Magmas.:1,267,276 Die beiden ältesten geologischen Formationen, aus denen das Kitsu Plateau besteht, sind die Raspberry-Formation und die Armadillo-Formation, welche durch vulkanische Eruptionen im ersten magmatischen Zyklus vor 7,5 bis 6 Millionen Jahren ausgestoßen wurden. Sie werden von zwei geologischen Formationen, der Nido-Formation und der Spectrum-Formation, überlagert, welche vor 6 bis 3 Millionen Jahren im zweiten magmatischen Zyklus abgelagert wurden. Die fünftälteste geologische Formation des Kitsu Plateau ist die Big-Raven-Formation, welche im fünften magmatischen Zyklus in den letzten 20.000 Jahren abgelagert wurde.:267

#### Raspberry-Formation

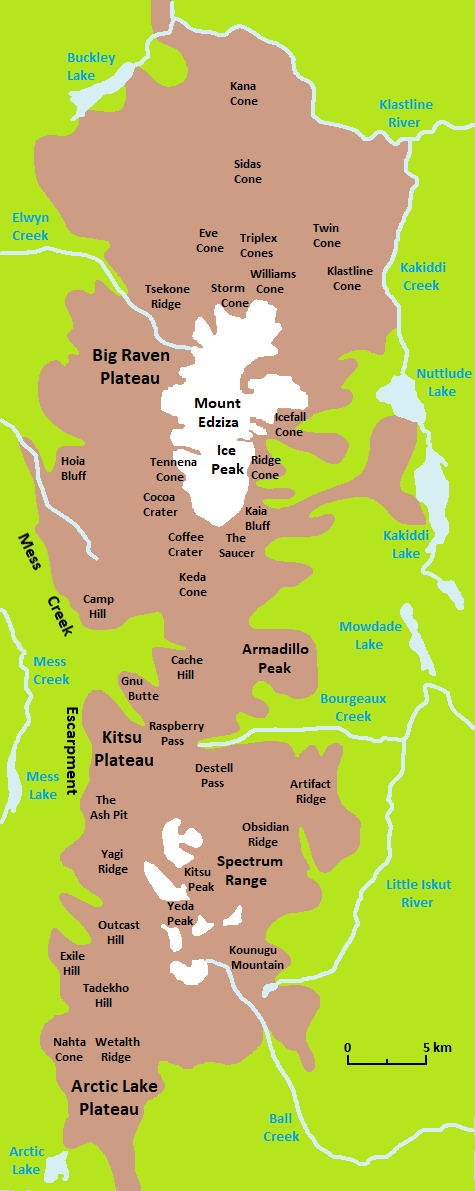
Karte des Mount Edziza Volcanic Complex mit der Lage des Kitsu Plateau

Die Raspberry-Formation ist in den unteren Lagen der Nord-, West- und Südwestseite des Kitsu Plateau exponiert. Sie hat eine Höhe von weniger als 1310 m entlang des Mess Creek Escarpment und besteht aus flachliegenden basaltischen Lavaströmen, in die Scoria-Schichten eingelagert sind.:47 Mehr als 180 m der Raspberry-Lavaströme sind im Mess Creek Escarpment exponiert; die meisten von ihnen wurden von einem Schildvulkan ausgestoßen, der auf einer erodierten Oberfläche aus dem oberen Miozän entstand.:6,47 Diese Lavaströme bewegten sich westwärts in das angrenzende Tal des Mess Creek und stammten aus nördlich des Raspberry Pass gelegenen Schloten, welche schließlich unter jüngeren vulkanischen Ablagerungen begraben wurden. Für den Raspberry-Vulkanismus wird ein Mindestalter von 7,4 bis 6,2 Millionen Jahre angenommen.

#### Armadillo-Formation
Basaltische Lavaströme der 6,3 Millionen Jahre alten Armadillo-Formation sind an der Nordseite des Plateaus und entlang des Mess Creek Escarpment an der Westseite des Plateaus exponiert, wo sie basaltische Lavaströme der Raspberry-Formation überlagern.:267 Die Armadillo-Basaltströme sind abwechselnd mit pyroklastischen Bims- und Asche-Ablagerungen mit trachytischer und comenditischer Zusammensetzung abgelagert.:83 Die Ströme waren zum Zeitpunkt des Ausbruchs hochflüssig und dadurch mobil, wie aus ihrer außerordentlich hohen Beständigkeit und relativ geringen Dicke geschlossen werden kann; einzelne Basaltströme dieser geologischen Formation sind weniger als drei Meter dick. Die Quelle dieser Ströme war möglicherweise eine Gruppe von Schloten, die weiter nördlich lag und als Sezill Volcano bezeichnet wird, und welche noch vor der Entstehung des Armadillo-Vulkanismus aktiv gewesen sein könnten.:83 Im Gegensatz dazu stammten die pyroklastischen Bims- und Asche-Ablagerungen, die in die Basaltströme eingelagert sind, wahrscheinlich aus der mehr als 4 km Durchmesser breiten Caldera des Armadillo Peak nordöstlich des Kitsu Plateau.

#### Nido-Formation
Die Armadillo-Formation überlagernd existiert das Kounugu Member, die einzige stratigraphische Einheit der Nido-Formation, die im Kitsu Plateau enthalten ist. Es besteht aus basaltischen Lavaströmen, Fluss-Brekzie und vulkanischem Agglomerat, die vor 4,4 Millionen Jahren aus mindestens vier eruptiven Zentren ausgestoßen wurden; diese eruptiven Zentren wurden seitdem stark erodiert und unter jüngeren vulkanischen Ablagerungen begraben.:104,267 Mindestens einige der Kounugu-Lavaströme, die zum Kitsu Plateau gehören, könnten aus dem Swarm Peak weiter östlich stammen, welcher westwärts strömende Lava ausstieß; Überreste des eruptiven Zentrums am Swarm Peak sind bis heute in Form von nordwärts verlaufenden Spalten-Schwärmen erhalten.:11,105 Die Lava aus dem eruptiven Zentrum des Swarm Peak ist entlang des Mess Creek Escarpment exponiert, wo sie Geschiebemergel und glazial-fluviales Geröll überlagert, das aus der Armadillo-Formation stammt.:105

#### Spectrum-Formation
Das Kounugu Member wird von der 3,1 Millionen alten Spectrum-Formation überlagert, welche entlang des Mess Creek Escarpment an der West-, der Süd- und der Ostseite des Plateaus exponiert ist.:267 Diese geologische Formation besteht großenteils aus Comendit, Pantellerit und pantelleritischem Trachyt; alle diese vulkanischen Gesteine sind in Lavadomen, Lavaströmen und kleineren Ablagerungen aus Brekzie und Ascheströmen enthalten. Die trachytischen Ströme der Spectrum-Formation auf dem Kitsu Plateau sind die am weitesten vom Spectrum Dome entfernten Überreste und ‒ verglichen mit den in der benachbarten Spectrum Range vorhandenen ‒ relativ dünn.:113 Diese Trachytströme werden vom Alkalibasalt des Kitsu Member überlagert, welcher hauptsächlich am südlichen Ende und an der Westgrenze des Kitsu Plateau exponiert ist. Dieser Alkalibasalt liegt in Form von Lavaströmen vor und stammt wahrscheinlich aus Schloten des Spectrum Dome, die inzwischen von der Erosion zerstört wurden.:113, 122

#### Big-Raven-Formation
Die Big-Raven-Formation ist die jüngste und höchstgelegene geologische Formation, aus der das Kitsu Plateau besteht; sie enthält Hawaiit und Alkalibasalt in Form von Lavaströmen, Lavabomben, Agglomeraten und pyroklastischer Tephra. Diese vulkanischen Gesteine wurden durch Eruptionen im Holozän abgelagert und bilden einen Großteil des Mess-Lake-Lavafeldes, eines von drei Big-Raven-Lavafeldern des Mount Edziza Volcanic Complex.:267 Alkalibasaltströme aus den beiden ältesten pyroklastischen Kegeln im Mess-Lake-Lavafeld, ML-1 und ML-2, fluteten höchstwahrscheinlich über das Mess Creek Escarpment in das Tal des Mess Creek; es wurden jedoch keine Hinweise auf dieses Phänomen auf den oder unterhalb der Klippen gefunden.:235 The Ash Pit, vielleicht das jüngste eruptive Zentrum des gesamten Mount Edziza Volcanic Complex, war die Quelle einer 6,5 km langen und 2,5 km breiten hawaiitischen pyroklastischen Tephra-Ablagerung, die sich auf dem Kitsu Plateau nach Nordnordost erstreckt.:234,235 Er war auch die Quelle eines hawaiitischen Lavastroms, der sich 3,5 km nordwestwärts durch das Nagha Creek Valley zum Mess Lake hin bewegte. Resthitze vom Ausbruch von The Ash Pit führte zur Entstehung der Mess Lake Hot Springs, 2,5 km westlich im Mess Creek Valley.:214,241,242

### Untergrund
Als Teil des Mount Edziza Volcanic Complex ist das Kitsu Plateau vom Stikine-Terran unterlagert.:32:1281,1287 Dieser ist eine paläozoische und mesozoische Abfolge vulkanischer, sedimentärer und metamorpher Gesteine, welche zum nordamerikanischen Kontinentalrand während des Jura akkretiert wurden.:39 Die Gesteine dieses Terrans sind im Süden und Südwesten exponiert, wo sie unter großflächigen Ablagerungen von Erdrutschen und Schwemmmaterial sowie unter Geröll der Fließgewässer, Sandern und den Ablagerungen verflochtener Flüsse begraben sind. Kleinere Expositionen kreidezeitlich–paläozäner Sedimentgesteine, welche der Sustut-Gruppe zugeschrieben werden, kommen an der Mündung des Nagha Creek Valley am Südwestende des Kitsu Plateau vor und treten in der Form von Konglomeraten, Sandstein, Arkosen, Schluffstein, undeformierten Schiefern oder in geringerem Ausmaß Kohle auf.

## Name und Etymologie
Der Name des Plateaus wurde am 2. Januar 1980 offiziell und auf der Karte des National Topographic System (NTS) verzeichnet, nachdem er vom Büro der BC Geographical Names vorgeschlagen und von der Geological Survey of Canada anerkannt worden war. Er bedeutet in der Sprache der Tahltan Nordlichter und wurde wahrscheinlich aufgrund der Verbindungen des Plateaus mit dem Kitsu Creek und dem Kitsu Peak ausgewählt, deren Namen gleichfalls am 2. Januar 1980 offiziell anerkannt bzw. auf den NTS-Karten 104G/10 und 104G/7 verzeichnet wurden.

## Provincial Park
Das Kitsu Plateau liegt am Südende des Mount Edziza Provincial Park, eines 1972 als „Schaufenster“ der vulkanischen Landschaft gegründeten Schutzgebiets. Dieses abgelegene Wildnisgebiet im Nordwesten von British Columbia ist für den motorisierten Verkehr nicht zugänglich, um den Schutz der sehr sensiblen Umwelt zu unterstützen. Der Zugang erfolgt stattdessen hauptsächlich per Flugzeug oder über nicht unterhaltene Wanderwege, die auch durch die Fließgewässer führen. Der Mount Edziza Provincial Park nimmt eine Fläche von 266.180 ha ein, was ihn zu einem der größten Provincial Parks in British Columbia macht. Im Park ist es möglich zu jagen, zu campen, zu angeln, zu wandern und wildlebende Tiere und Pflanzen zu beobachten.
Zur Tierwelt des Gebietes gehören Elche, Karibus, Schneeziegen, Stone-Schafe, Wölfe, Bären, Hörnchen, Eulen, Schneehühner, Raben, Gerfalken, Raufußhühner und ziehende Singvögel. Das Klima ist durch warme Sommer und kalte, schneereiche Winter gekennzeichnet. Die höchsten Temperaturen treten im Mittsommer auf, wenn sie die 30-°C-Grenze knacken können. Dennoch können auch während des Sommers Nachtfröste auftreten, sodass Schnee und gefrierender Regen das ganze Jahr über vorkommen können.

## Zugang

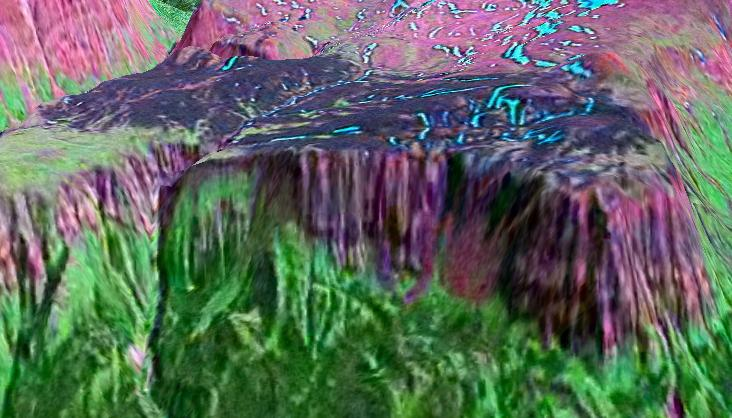
Falschfarbenbild des Kitsu Plateau mit dem Mess Creek Escarpment im Vordergrund

Nahe des Eastman-Creek-Rastplatzes südlich des Kinaskan Lake am Stewart–Cassiar Highway erstreckt sich der historische Yukon Telegraph Trail über etwa 15 km westwärts bis zum Little Iskut River. Dort tritt er in den Mount Edziza Provincial Park ein und setzt sich weitere 15 km westwärts entlang des Bourgeaux Creek über den Raspberry Pass fort.:88,89 Der Telegraph Trail setzt sich danach nach Nordwesten durch das Raspberry Creek Valley entlang der Nordgrenze des Kitsu Plateau über etwa 15 km bis zum Mess Creek Valley fort. Heute sind nur noch kleine Abschnitte des Yukon Telegraph Trail passierbar, da der größte Teil seit Einstellung der Unterhaltung 1936 überwachsen ist.:31
Das Kitsu Plateau kann per Wasserflugzeug oder Helikopter erreicht werden; beides ist in Form von Charterflügen von den Gemeinden Iskut und Dease Lake aus möglich.:31 Private Flugzeuge sind auf den Lavaströmen des Kitsu Plateau verboten, aber der Mess Lake ist groß genug, um von Wasserflugzeugen benutzt werden zu können. Die Landung auf dem See mit einem privaten Flugzeug erfordert eine Genehmigung durch den BC Parks Stikine Senior Park Ranger.